# Tsui Ping
Tsui Ping (detta anche Chui Ping, caratteri cinesi: 崔萍; Harbin, 1938) è una cantante e attrice cinese, soprannominata nei primi anni della sua carriera Goldfish beauty (金魚美人), a causa dei suoi occhi grandi.

## Biografia e carriera
La famiglia di Tsui Ping proveniva dalla provincia cinese del Jiangsu, tuttavia la cantante nacque nel 1938 nella città mancese di Harbin, mentre suo padre era lì per lavoro. Più tardi la famiglia si trasferì ad Hong Kong, dove la ragazza ricevette l'istruzione e visse durante tutta l'epoca della sua carriera canora. Fu lì, inoltre, che iniziò a conoscere la scena musicale mandopop e shidaiqu di Shanghai, con cantanti quali Chang Loo (張露) e Bai Guang (白光).
All'età di 15 anni, per una fortuita occasione Tsui fu invitata a cantare ad una festa tenutasi in un night club, serata che diede avvio alla sua carriera poiché il proprietario del locale, impressionato dalla sua voce, le fece firmare un contratto.
Nello stesso periodo, la cantante decise di tentare qualche provino cinematografico e recitò in un film dello Studio Shaw, tuttavia più tardi decise di concentrarsi esclusivamente sulla carriera musicale.
La maggior parte dei testi della cantante erano scritti dal compositore Wong Fuk Lin (王福齡), il quale compose due delle canzoni simbolo di Tsui Ping, Treasure Tonight (今宵多珍重) e Nang Ping Evening Bells (南屏晚鐘). La prima delle due veniva trasmessa nei campi di addestramento militari di Taiwan, dove indicava che era ora di coricarsi.

Tra i talenti più rinomati di Tsui Ping, vi erano la pronuncia chiara delle parole, una voce molto dinamica, molta espressione nella tonalità del contralto e, inoltre, un'accuratezza quasi maniacale nel tempismo e nei toni. È stato riportato che molte delle sue canzoni, cover di precedenti singoli di successo, vendettero di più degli originali; tra questi, sono da ricordare We meet again (重逢) e We need each other (兩相依).
Per quanto riguarda le esibizioni dal vivo, Tsui Ping cantava nei night club di Hong Kong e del Sudest asiatico, facendo anche apparizioni saltuarie in programmi televisivi e radiofonici musicali.

Registrando per l'etichetta discografica EMI Pathe, la cantante formò un trio con Tsin Ting (静婷) e Billie Tam (蓓蕾), che debuttò all'inaugurazione di un nuovo club musicale di Hong Kong. Il trio registrò diverse canzoni, tra cui le più popolari furono Night Fragrance (夜來香), Shangri-La (香格裡拉) e Not coming home tonight (今天不回家).
Nel 1971, Tsui ha pubblicamente annunciato il suo ritiro dalle scene musicali, atto a dedicare più tempo alla famiglia. Fu tenuta una festa d'addio trasmessa in televisione, e fu pubblicata una speciale rivista a lei dedicata. Tra il 1970 e il 1971, inoltre, ella vinse tre premi musicali, ed in seguito a quegli anni non abbandonò del tutto la musica, ma si dedicò all'insegnamento privato del canto.

Nel 1997, si esibì in una serie di quattro concerti intitolati Golden Concerts, insieme ad i suoi colleghi contemporanei Tsin Ting, Wu Yin Yin (吳鶯音) e Lau Yuen (劉韻).

Nel 2004, fu invitata a partecipare ad un programma televisivo di Wang Jin (王沾), dove si dilettò a cantare alcune canzoni mandopop.
Per quanto riguarda la vita privata della cantante, nel 1964 sposò Kiang Hung (江宏), popolare cantante e doppiatore dei film dello Studio Shaw, da quale ebbe due figlie ed un figlio. Kiang morì nel 1995.

Nel tempo libero, Tsui si diletta a cantare l'opera di Pechino.

## Discografia principale
EMI Hong Kong, titoli dei maggiori LP in edizione limitata
- 在我們小時候 (Quando eravamo giovani) – EMI Regal
- 寄給心裡人 (Manda al mio amore) – EMI Regal
- 十二個夢 (12 sogni) – EMI Pathe, primo LP stereo
- 忘了對你說 (Ho dimenticato di dirti) – EMI Angel
- 沉默 (Silenzio d'amore) – EMI Angel
- 心聲弦韻 (100 corde) – EMI Pathe, LP che ha avuto più successo
- 等待等待 (Aspettando) – EMI Pathe
- 愛情與麵包 (Il gusto dell'amore) - EMI Pathe
- 留住今宵 (La nostra ultima notte) – EMI Pathe
- 雨夜街燈 (Il lampione in una notte di pioggia) - EMI Pathe, ultimo LP

EP (la maggior parte delle canzoni degli EP sono stati successivamente incorporati negli LP)
- 談不完的愛 (Ogni tipo di amore), comprende tre tracce soliste, di una di Kiang Hung, ed un duetto con Kiang Hung
- 愛相思 (Ci amiamo l'un l'altro), comprende tre tracce soliste ed un duetto con Kiang Hung
- 淚的小花 (Fiore delle lacrime), comprende la versione cinese di A Time for Us
- 跟你開玩笑 (Sto scherzando), comprende quattro tracce soliste: I'm Joking, Blue and Black, Cupid's Arrow e Marnie
- 拜年歌 (Felice anno nuovo), comprende una traccia solista di Tsui Ping, una di Billie Tam ed altri artisti
- 負心的人 (Senza cuore), comprende Heartless e Marnie, popolari tracce taiwanesi